# Bunkeflo kyrka

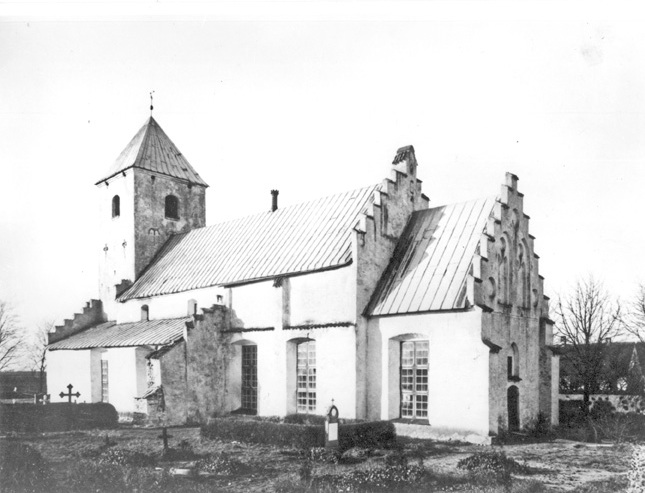
Bunkeflo gamla kyrka, riven 1896

Bunkeflo kyrka är en kyrkobyggnad i Bunkeflo by. Den är sedan 2014 församlingskyrka i Limhamns församling i Lunds stift. Kyrkan är belägen cirka 2 km öster om tätorten Bunkeflostrand. Den ligger någon km söder om Malmö, ca 1 km sydost om Hyllie station. Kyrkan är sedan 2017 stängd för allmänheten på grund av rasrisk.

## Kyrkobyggnaden
1888 begärde församlingen tillstånd att riva dåvarande Bunkeflo kyrka. Det var en liten stenkyrka, vars äldsta delar antagligen uppfördes redan på 1100-talet. Den låg på andra sidan Vintrievägen, inne på den nuvarande kyrkogården. Den kyrkan revs 1896.
Byggnadstillståndet för nybyggnaden dröjde till 1894. Arkitekten August Lindvall fick i uppdrag att rita den nya kyrkan. För ändamålet inköpte församlingen ca 1 tunnland mark för 3 000 Riksdaler av lantbrukare Lars Jeppsson (nuvarande Stolpaberga).
Kyrkan byggdes 1897–1898. Den är byggd i rött tegel från Minnesbergs tegelbruk och är en treskeppig kyrka i nygotisk stil. Byggmästare P. Pettersson, ”Kjårke-Pitter”, i Mellan-Grevie lämnade in det lägsta anbudet, 54 000. Totalkostnaden beräknades till 72 000.
Invigningen skedde söndagen den 11 september 1898 av kontraktsprosten och kyrkoherden S F Fredlund i Tygelsjö församling.
1951 utfördes en ganska genomgripande reparation.
På kyrktomten ligger även en skolbyggnad från 1895.
Sedan 2017 har kyrkan varit stängd, då omfattande reparationsbehov föreligger och diskussioner förs inom staden om kyrkans framtid.

## Inventarier
- Altartavlan visar Lammet med korsfanan, segerfanan, stående på grönt gräs omgiven av en rund ram, samt en spetsig trifoliebåge. Lammet är en urgammal symbol för Kristus.
- Kyrkans rikt snidade dopfunt av ek och dopfatet av mässing är från mitten av 1600-talet.
- Nattvardssilverkalken är från 1693.
- Ett triumfkrucifix är snidat i trä av bildsnidaren Andréas Weijland i Malmö 1696. Det deponerades på Kulturhistoriska museet i Lund då gamla kyrkan revs. Vid den stora restaureringen av Lunds domkyrka på 1960-talet användes krucifixet som altarprydnad vid det provisoriska altaret som stod nedanför den stora kortrappan. 1980 återfördes krucifixet till Bunkeflo. Konservator Albert Eriksson i Arlöv tog fram de ursprungliga färgerna och gjorde en del reparationer på Kristusfiguren.
- Korfönstret, rosettfönster och övriga glasfönster i kyrkan skänktes av kyrkoherde Hallengren och änkefru Elna Qvittberg. De är utförda i katedralglas och är blyinfattade.
- Storklockan skänktes 1615 av länsherren på Malmöhus, Sigvardus Grubbe. Vid arbetet med Citytunneln hittades en klockgjutningsgrop ungefär där Bunkeflovägen korsar Lorensborgsgatan. Det fanns rester av brons i gjutformen och vid analys av klockans brons visade det sig att legeringen är identisk med provet från gjutformen.
- Lillklockan är troligen omgjuten när klockorna flyttades från klockstapeln till kyrktornet 1775. Den har kedjeornamentik upptill och nertill. På ena sidan finns Gustav III:s namnskiffer.

### Orgel
- 1752 sattes en orgel upp av Christian Fredrik Hardt, Malmö med 6 stämmor.[3]

| Manual          |
| Gedackt 8'      |
| Principal 4'    |
| Kvinta 3'       |
| Sesquialtera II |
| Mixtur II       |
| Superoktava 2'  |

- 1848 byggde Johan Ernst Bäckström, Strömstad en orgel till kyrkan.
- 1864 byggde Johan Nikolaus Söderling, Göteborg en orgel med 14 stämmor.
- 1898 byggde Salomon Molander & Co, Göteborg en orgel med 18 stämmor. Orgeln var en ombyggnation av 1864 års orgel.
- Den nuvarande orgeln byggdes 1973 av A. Mårtenssons Orgelfabrik AB, Lund och är en mekanisk orgel. Fasaden är från 1898 års orgel.

| Huvudverk I     | Svällverk II      | Pedal            | Koppel |
| Principal 8´    | Rörflöjt 8´       | Subbas 16´       | I/P    |
| Gedackt 8'      | Salicional 8'     | Gedacktpommer 8´ | II/P   |
| Oktava 4'       | Principal 4'      | Oktava 4'        | II/I   |
| Spetsflöjt 4'   | Flöjt 4'          | Fagott 16'       |        |
| Oktava 2'       | Blockflöjt 2'     |                  |        |
| Mixtur 4-5 chor | Terscymbel 3 chor |                  |        |
| Trumpet 8'      | Oboe 8'           |                  |        |
|                 | Tremulant         |                  |        |
|                 | Crescendosvällare |                  |        |

## Galleri

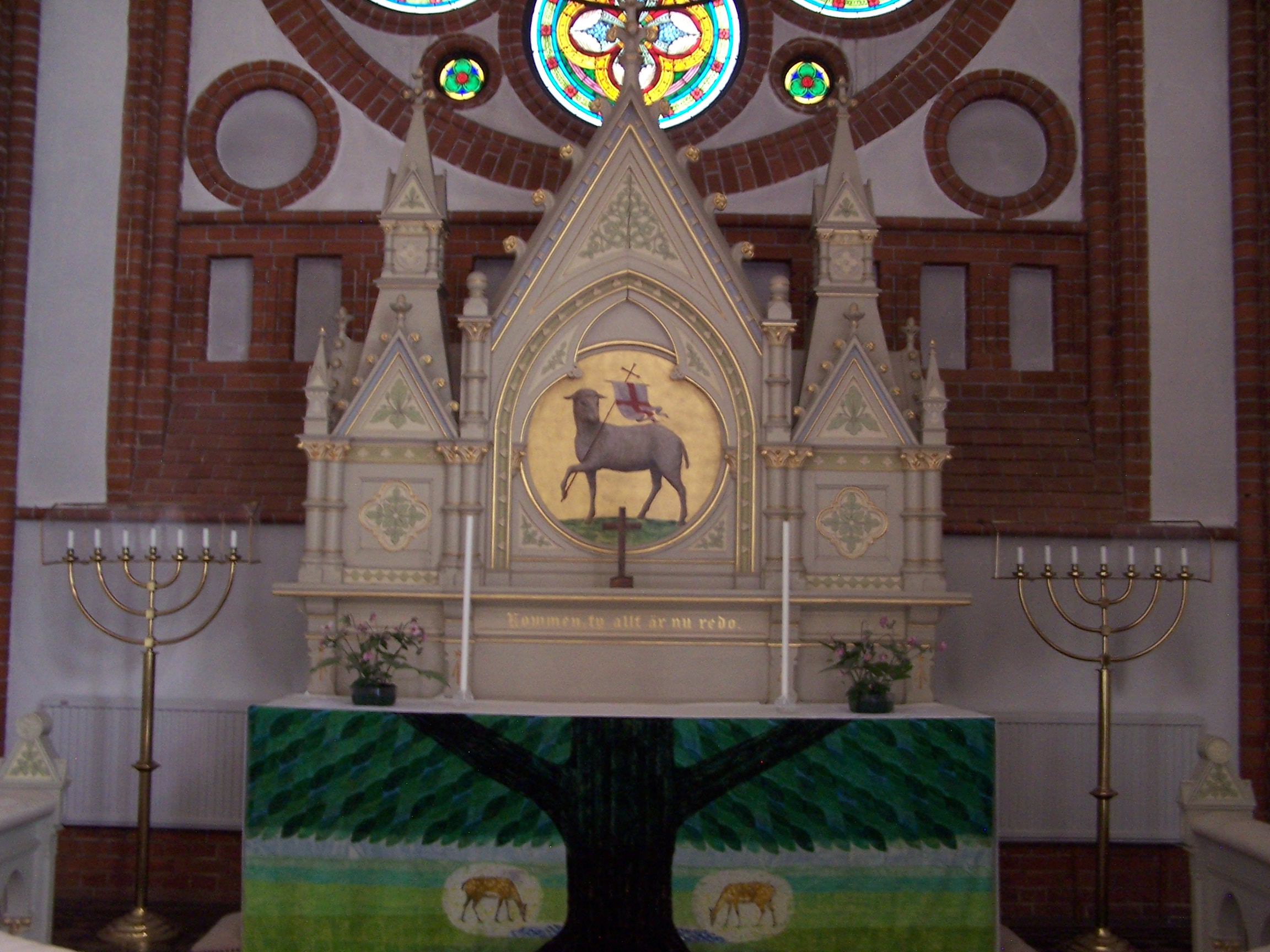
Altaret
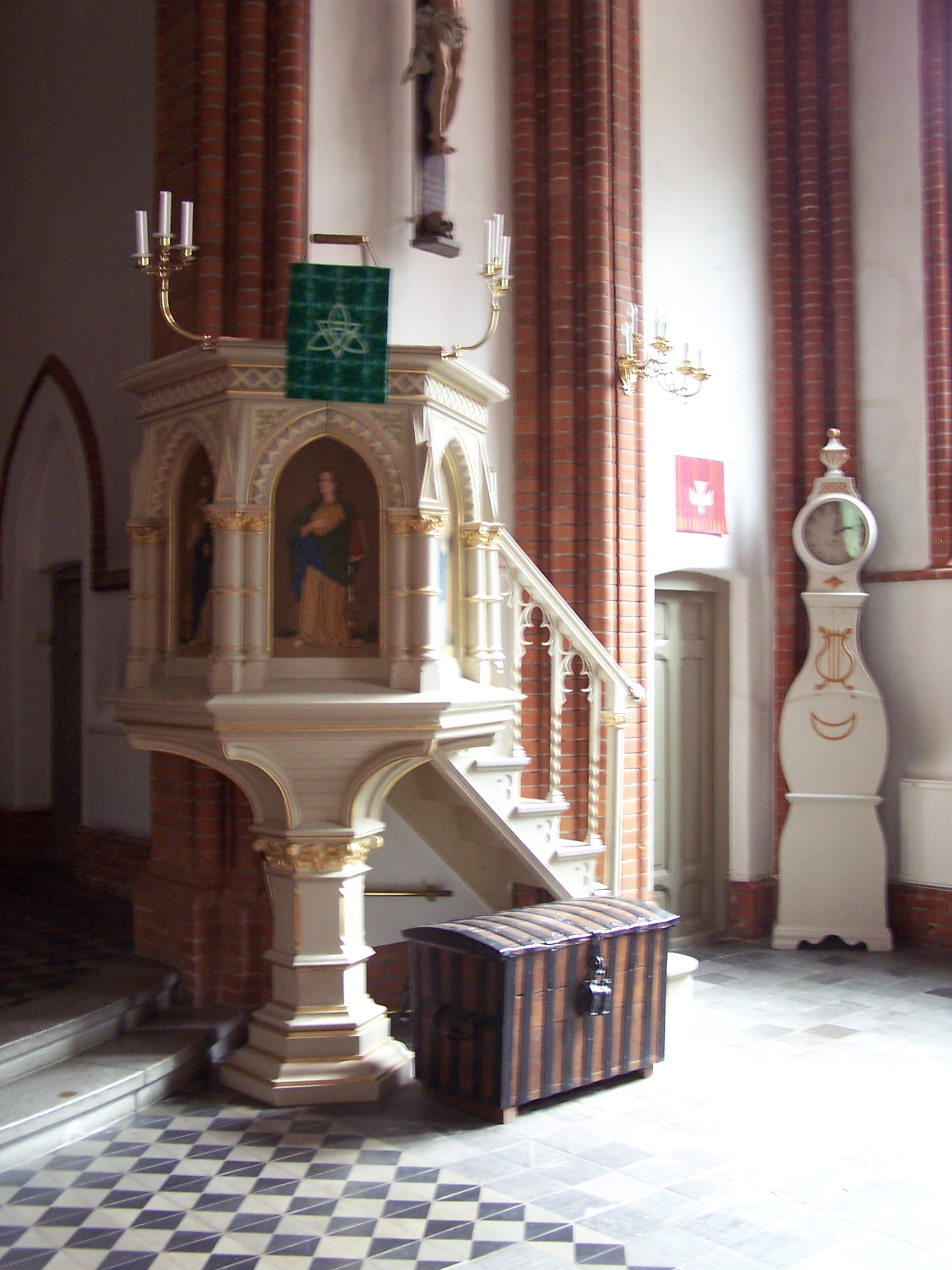
Predikstolen
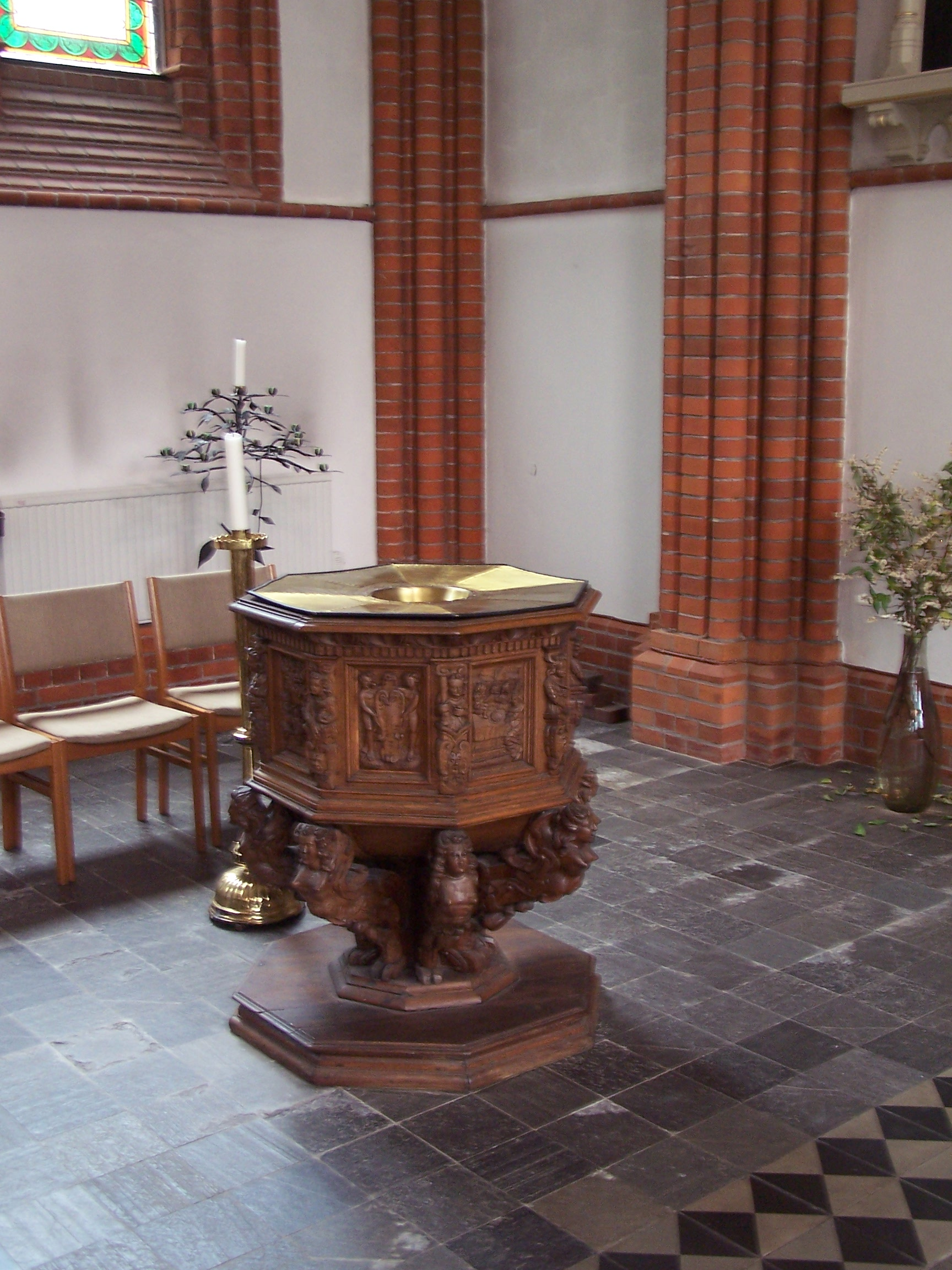
Dopfunten
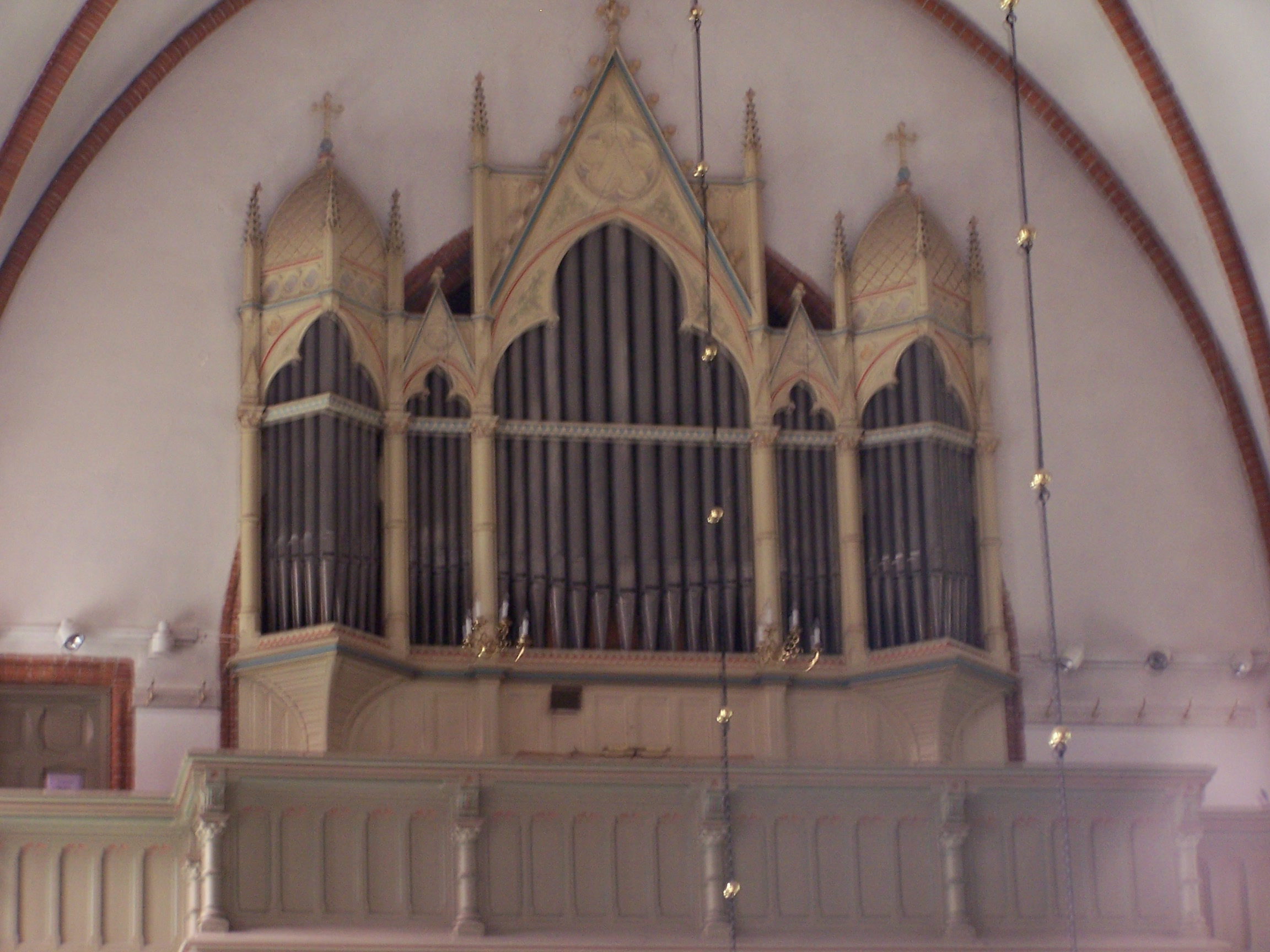
Orgelfasaden